# Ross Thompson
Pour les articles homonymes, voir Thompson.

a Compétitions nationales et continentales officielles uniquement.

b Matchs officiels uniquement.
Dernière mise à jour le 29 décembre 2024.
Ross Thompson, né le 10 avril 1999 à Édimbourg (Écosse), est un joueur international écossais de rugby à XV jouant aux postes de demi d'ouverture ou d'arrière à Édimbourg Rugby en United Rugby Championship depuis 2024.

## Biographie
Ross Thompson joue d'abord en amateur au Glasgow Hawks RFC puis aux Ayrshire Bulls et passe par la Scottish Rugby Academy,. Il est aussi international écossais en moins de 20 ans.
Il rejoint ensuite les Glasgow Warriors avec qui il signe son premier contrat professionnel en 2021. Il joue son premier match le 2 janvier 2021, entrant en jeu contre Édimbourg Rugby. Deux semaines plus tard, il est titularisé pour la première fois lors d'un nouveau match contre Édimbourg Rugby et est élu homme du match. En fin de saison 2020-2021, il devient le troisième plus jeune joueur de l'histoire des Glasgow Warriors à atteindre les 100 points marqués.
Après cette saison, il est sélectionné pour la première fois en équipe d'Écosse pour la tournée d'été 2021. Il obtient sa première sélection contre les Tonga au mois d'octobre 2021.
À la fin de la saison 2021-2022, il est élu meilleur jeune joueur du club cette saison. Il obtient ensuite une sélection avec l'Écosse A (équipe d'Écosse réserve) contre le Chili et marque quatre transformations.
En 2023-2024, son équipe remporte le United Rugby Championship battant les Bulls 21 à 16 en finale .
Il signe ensuite à Édimbourg Rugby à partir de la saison 2024-2025.
En novembre 2024, il rejoue avec l'Écosse A contre le Chili et s'impose 19 à 17.

## Palmarès
- Meilleur réalisateur du United Rugby Championship en 2025 (128 points).